# Estudios orientales

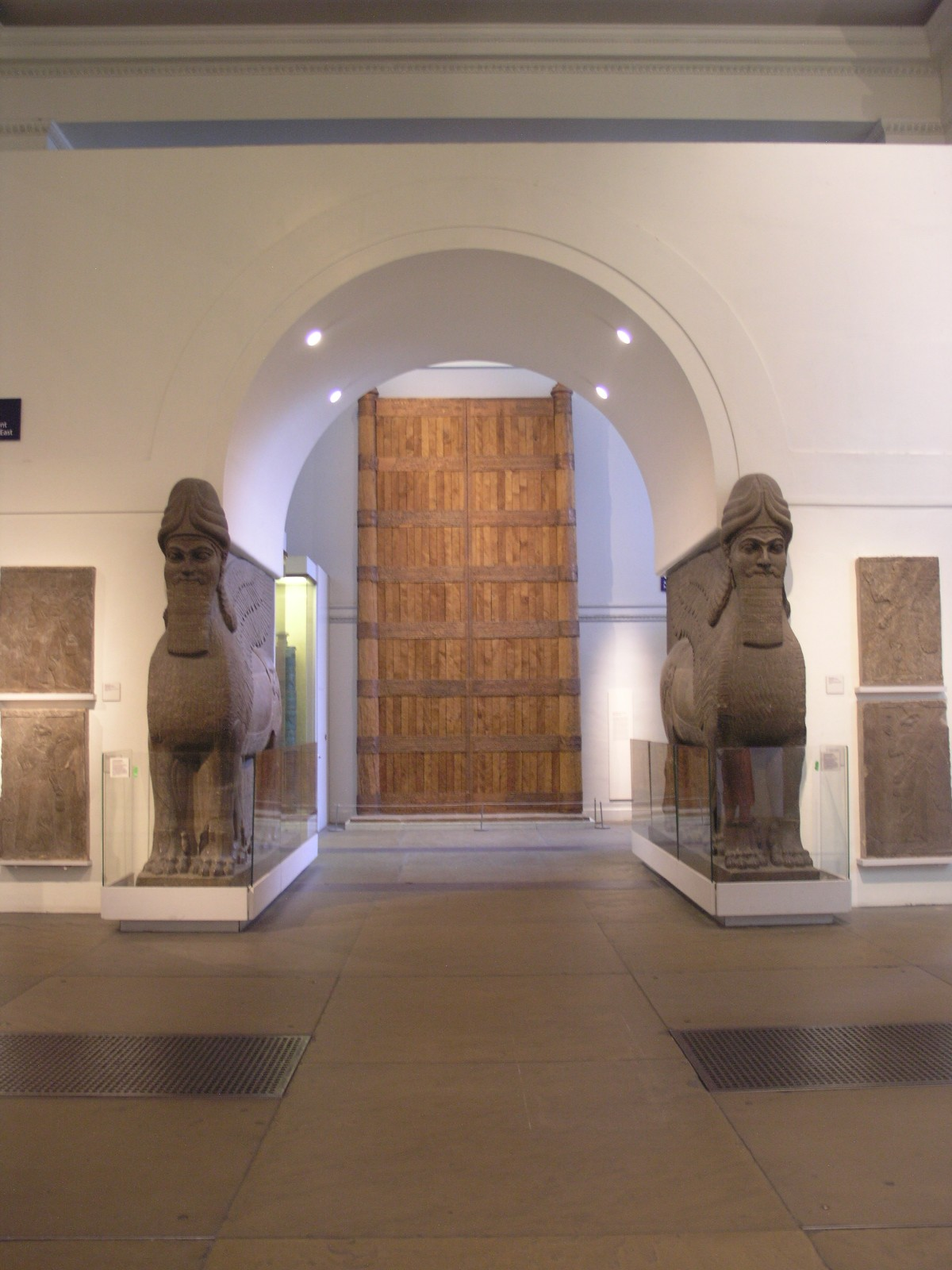
Antigüedades asirias en el Museo Británico.

Estudios orientales es el campo de estudio académico que abarca sociedades y culturas, idiomas, pueblos, historia y arqueología del Cercano Oriente y del Lejano Oriente; últimamente se ha denominado más bien Estudios de Medio Oriente y Estudios Asiáticos. Los Estudios Orientales tradicionales en Europa hoy en día suelen enfocarse en los Estudios Islámicos, mientras que el estudio de China, especialmente la tradicional, a menudo se denomina Sinología. El estudio de Asia oriental en general, especialmente en Estados Unidos, suele llamarse Estudios del Asia Oriental.
El estudio europeo de la región previamente conocida como "Oriente" tuvo orígenes principalmente religiosos, lo que ha sido una motivación importante hasta tiempos recientes. Esto se debe en parte al modo en que las religiones abrahámicas de Europa (cristianismo, judaísmo e islam) se originaron en el Medio Oriente, así como al surgimiento del islam en el siglo VII. En consecuencia, hubo mucho interés en el origen de estas religiones y de la cultura occidental en general.[cita requerida] En la Edad Media, un factor relevante fue el aprendizaje de la medicina y la filosofía árabes y de las traducciones griegas del árabe. El conocimiento lingüístico precedió a un estudio más amplio de las culturas y la historia. A medida que Europa comenzó a invadir la región, los factores políticos y económicos alentaron el crecimiento del estudio académico. Desde finales del siglo XVIII, la arqueología se convirtió en un vínculo de la disciplina al público general europeo, ya que los tesoros saqueados durante los contactos coloniales llenaron nuevos museos. El estudio moderno se vio influenciado por actitudes e intereses imperialistas, al igual que por la fascinación a veces ingenua que el Oriente exótico ejercía en escritores y pensadores del Mediterráneo y resto de Europa, capturada en imágenes de artistas, materializada en ese tema que aflora repetidamente en la historia de las ideas en Occidente, llamado "orientalismo".

## Historia

### Preislámica
La distinción original entre el "Occidente" y el "Oriente" se cristalizó en las guerras greco-persas del siglo V a. C., cuando los historiadores atenienses hicieron una distinción entre su democracia ateniense y la monarquía persa . Una distinción institucional entre Oriente y Occidente no existía como una polaridad definida antes de la administración dividida en Oriens y Occidens del Imperio Romano de Diocleciano a fines del siglo III d. C., y la división del Imperio en lugares con hablantes de latín o de griego. El mundo clásico tenía un conocimiento íntimo de sus vecinos (y generalmente enemigos) de Persia, pero sabía muy poco de la mayor parte del mundo más al Este, incluidos los "Seres" (como se le decía a los chinos, en latín). Sin embargo, hubo mucho comercio romano con la India (no tanto con China) durante el período imperial.[cita requerida]

### Edad Media

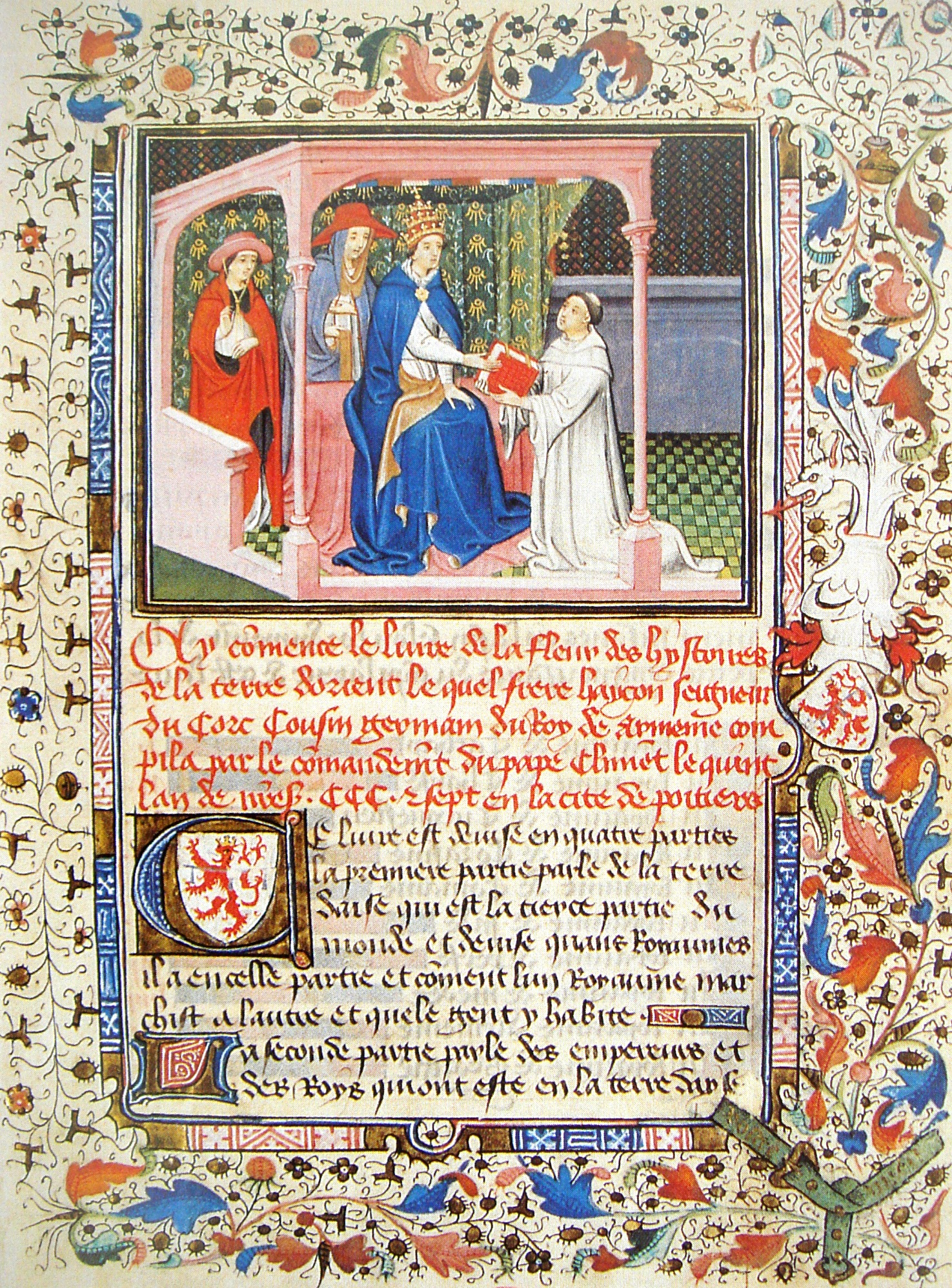
Haitón de Córico remitiendo su informe sobre los mongoles, al Papa Clemente V, en 1307

El surgimiento del islam y las conquistas musulmanas del siglo VII establecieron una fuerte oposición, incluso un sentido de polaridad, entre la cristiandad europea medieval y el mundo islámico medieval (que se extendía desde Oriente Medio y Asia Central hasta el norte de África y Andalucía). El conocimiento popular europeo medieval de las culturas más al este era pobre, dependía de los viajes tremendamente ficticios de John Mandeville y las leyendas de Prester John, aunque el igualmente famoso y mucho más extenso relato de Marco Polo era un tanto más exacto.
Al principio, el trabajo académico fue de naturaleza principalmente lingüística, con un enfoque más que nada religioso (para entender el hebreo bíblico e idiomas como el siríaco, de la literatura cristiana primitiva) pero también surgido del deseo de comprender las obras árabes sobre medicina, filosofía y ciencia . Este esfuerzo, también llamado Studia Linguarum, existió esporádicamente a lo largo de la Edad Media y durante el "Renacimiento del siglo XII" se vio un crecimiento particular en las traducciones de textos árabes al latín, con figuras como Constantino el Africano, quien tradujo 37 libros, en su mayoría textos médicos. También Herman de Carintia, uno de los traductores del Corán. La primera traducción del Corán al latín se completó en 1143, aunque se utilizó poco hasta que fue impresa en 1543, tras lo cual se tradujo a otros idiomas europeos. Gerardo de Cremona y otros, se instalaron en al-Ándalus para aprovechar las bibliotecas y a los estudiosos árabes que había ahí. Sin embargo, a medida que la Reconquista cristiana en la península ibérica se aceleró en el siglo XI y posteriores, tales contactos se hicieron más raros en España.[cita requerida] En Oxford se establecieron brevemente cátedras de hebreo, árabe y arameo. También en otras cuatro universidades después del Concilio de Vienne (1312).
Había un conocimiento vago pero creciente de las complejas civilizaciones de China y la India, de donde se importaban artículos de lujo (notablemente tejidos de algodón y seda, así como cerámica). Aunque las Cruzadas produjeron relativamente poco intercambio académico, la erupción del Imperio mongol tuvo implicaciones estratégicas tanto para los reinos cruzados como para la propia Europa, y dio lugar a contactos diplomáticos extendidos. Desde la Era de la Exploración, el interés europeo por cartografiar Asia (especialmente las rutas marítimas) se hizo intenso, aunque se buscó principalmente fuera de las universidades.

### Del Renacimiento hasta 1800

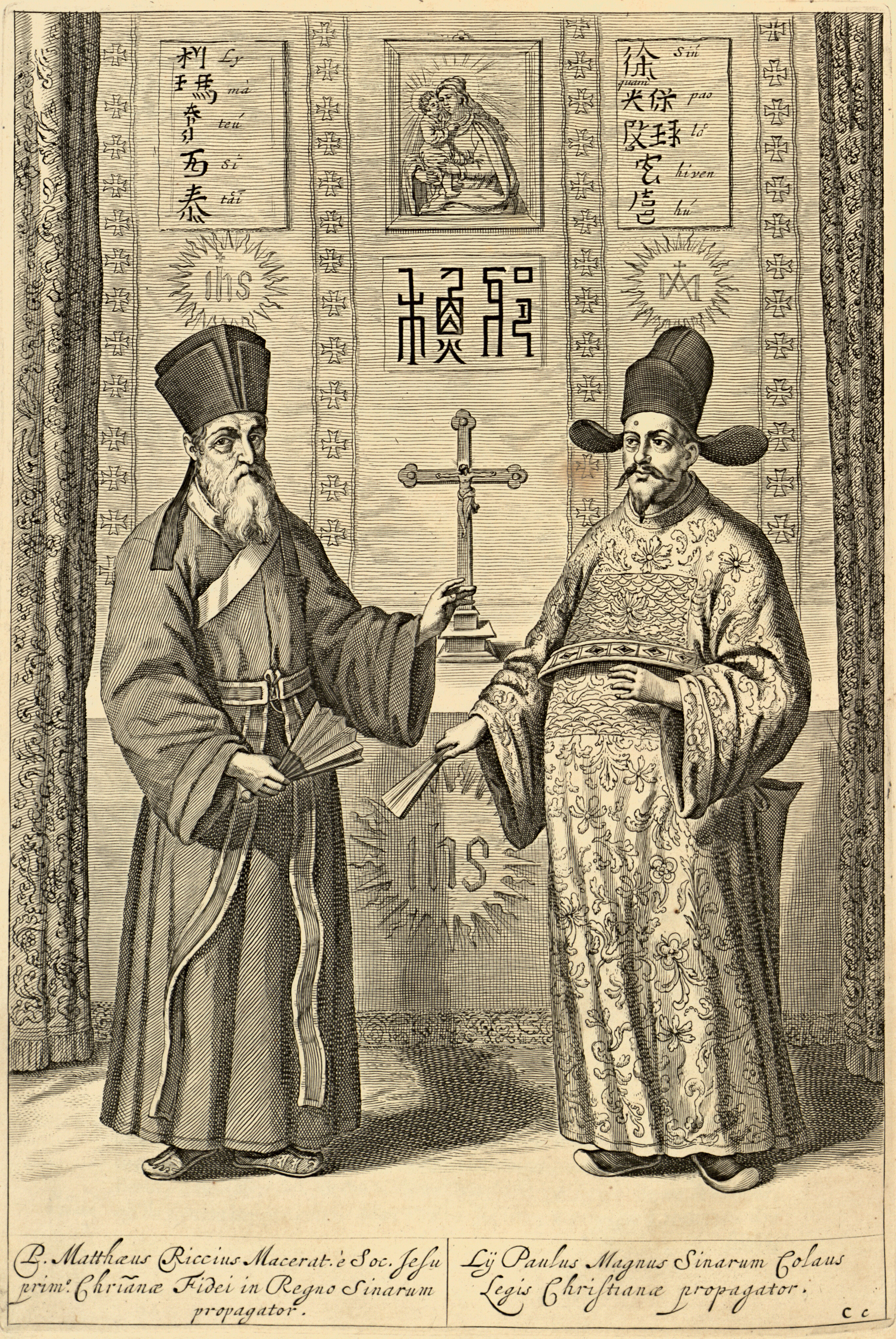
Matteo Ricci (izquierda) y Xu Guangqi (徐光啟) (derecha) en la edición china de los Elementos de Euclides (幾何 原本) publicada en 1607

Los Estudios Orientales universitarios se volvieron sistemáticos durante el Renacimiento. Al principio, los aspectos lingüísticos y religiosos continuaron dominando. También había una dimensión política, pues se necesitaban traducciones con fines diplomáticos, incluso antes de que Occidente se comprometiera activamente con Oriente más allá del Imperio Otomano. Un hito fue la publicación en España en 1514 de la primera Biblia Políglota, que contiene los textos completos existentes en hebreo y arameo, además de otros en griego y latín. Desde 1540 ha habido en la Universidad de Cambridge Regius Professor de hebreo (siendo la quinta cátedra regular más antigua). La cátedra de árabe se fundó alrededor de 1643. La de Oxford siguió la idea, instituyendo hebreo en 1546 (ambas cátedras fueron establecidas por Enrique VIII). Hubo distinguidos eruditos, entre los cuales Edmund Castell publicó su Lexicon Heptaglotton Hebraicum, Chaldaicum, Syriacum, Samaritanum, Aethiopicum, Arabicum, et Persicum en 1669, mientras que algunos eruditos como Edward Pococke que habían viajado a Oriente escribieron también sobre la historia y sociedad modernas de los pueblos de Oriente. La Universidad de Salamanca tuvo profesores de lenguas orientales cuando menos desde la década de 1570. En Francia, Jean-Baptiste Colbert inició un programa de formación para "Les Jeunes de langues", jóvenes lingüistas del servicio diplomático, como François Pétis de la Croix, quien al igual que su padre y su hijo sirvió como intérprete de árabe del Rey. Los misioneros católicos fueron pioneros en el estudio del Lejano Oriente, especialmente Matteo Ricci y otros en las misiones jesuitas de China. Los motivos misioneros seguirían siendo importantes, al menos en los estudios lingüísticos.
Durante el siglo XVIII, los eruditos occidentales alcanzaron un nivel básico razonable de comprensión de la geografía y la mayor parte de la historia de la región, aunque el conocimiento de las áreas menos accesibles para los viajeros occidentales, como Japón y el Tíbet, y sus idiomas, seguía siendo limitado. Los pensadores de la Ilustración caracterizaron aspectos del Oriente pagano como superior al Occidente cristiano, lo cual puede verse en las Cartas persas de Montesquieu o la irónica promoción del zoroastrismo por Voltaire; otros, como Edward Gibbon, elogiaron la relativa tolerancia religiosa del Medio Oriente en oposición al intolerante Occidente cristiano, y muchos, incluidos Diderot y Voltaire, el alto estatus social de la erudición entre los mandarines chinos . La Università degli Studi di Napoli "L'Orientale", fundada en Nápoles, Italia, en 1732, es la escuela más antigua de Sinología y Estudios Orientales del continente europeo.
El final del siglo XVIII vio el comienzo de un gran incremento en el estudio de la arqueología, que iba a ser un aspecto cada vez más importante durante el próximo siglo. La egiptología dirigió el camino: como con muchas otras culturas antiguas, proporcionó a los lingüistas nuevos materiales para descifrar y estudiar.

### sigloXIX

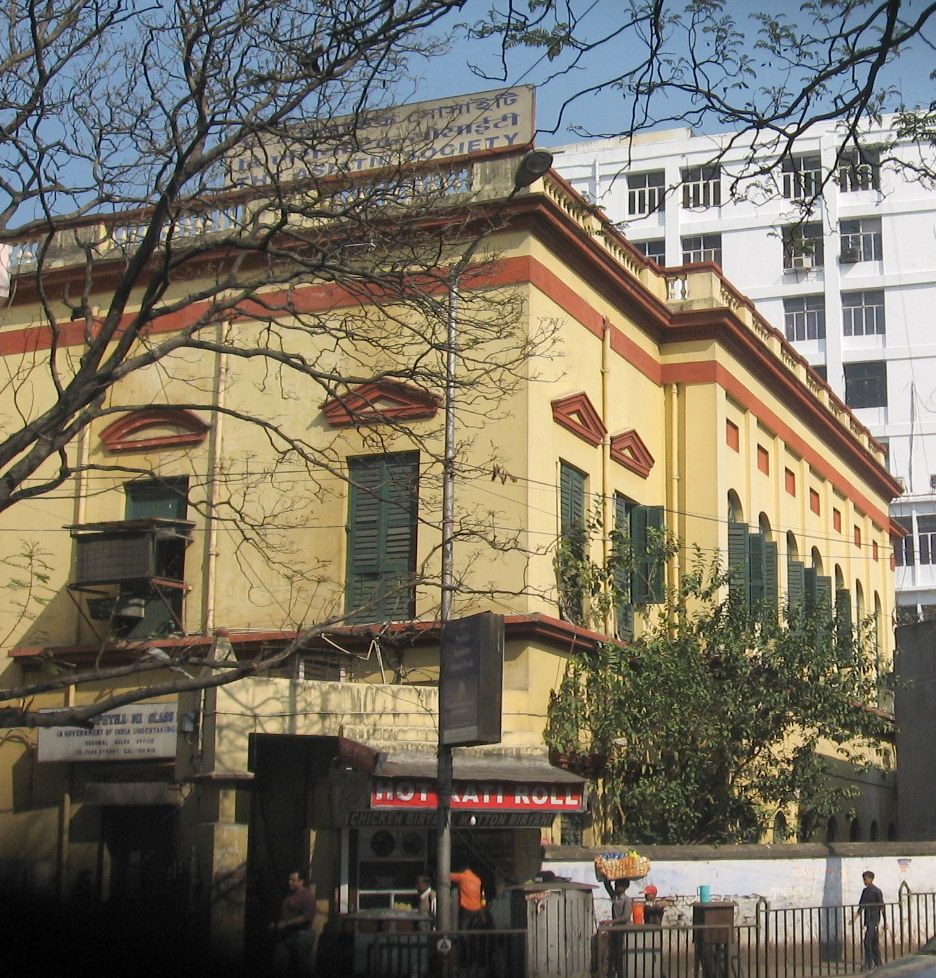
El antiguo edificio de la Sociedad Asiática en Calcuta, fundada por William Jones en 1784

Con un gran aumento en el conocimiento de Asia entre los especialistas occidentales, una creciente participación política y económica en la región, y en particular la comprensión de que existen estrechas relaciones entre las lenguas indias y europeas, indicada por William Jones, emergieron conexiones intelectuales más complejas entre las historias tempranas de las culturas de ambos lados. Algunos de estos desarrollos ocurrieron en el contexto de la rivalidad franco-británica por el control de la India. Los economistas liberales, como James Mill, denigraron a las civilizaciones orientales como estáticas y corruptas. Karl Marx, él mismo de origen judío, caracterizó el modo de producción asiático como invariable, debido a la estrechez económica de las aldeas y al papel del Estado en la producción. El despotismo oriental se consideraba generalmente en Europa como un factor importante en el relativo fracaso del progreso de las sociedades orientales. El estudio del islam en particular, fue fundamental para el tema, ya que la mayoría de las personas que vivían en el área geográfica denominada "Oriente" eran musulmanes. El interés por comprender el Islam fue impulsado en parte por consideraciones económicas del creciente comercio en la región mediterránea y el cambiante clima cultural e intelectual de la época.
En el transcurso del siglo, la arqueología occidental se extendió por Oriente Medio y Asia, con resultados espectaculares. Por ejemplo, en la década de 1850, el gobierno francés estaba decidido a montar operaciones a gran escala en Asiria y Mesopotamia para mostrar su dominio en la región. Un equipo arqueológico dirigido por Victor Place excavó el palacio del rey asirio Sargón II en Khorsabad (antes Nínive), cuya búsqueda se convertiría en la primera excavación sistemática del sitio. Esta expedición resultó en una publicación pionera titulada Ninevah and Assyria, de la mano de Victor Place y Felix Thomas y publicada alrededor de 1867. Los nuevos museos nacionales proporcionaron un escenario para importantes hallazgos arqueológicos, la mayoría de los cuales fueron llevados a Europa en este período, y pusieron a los orientalistas en el centro de atención del público como nunca antes.
Los primeros estudios europeos serios sobre el budismo y el hinduismo fueron los de los eruditos Eugene Burnouf y Max Müller. En ese tiempo, el estudio académico del islam también se desarrolló y a mediados del siglo XIX, los Estudios Orientales ya eran una disciplina académica bien establecida en la mayoría de los países europeos, especialmente aquellos con intereses imperiales en la región. Sin embargo, mientras el estudio escolar se expandió, también lo hicieron las actitudes racistas y los estereotipos sobre los pueblos y culturas asiáticos. Esto se extendió con frecuencia a las comunidades judías y romaníes locales, que también eran de origen oriental y ampliamente reconocidas como tales. La erudición a menudo se entrelazaba con presunciones racistas y de prejuicio religioso, a las que las nuevas ciencias biológicas tendían a contribuir hasta el final de la Segunda Guerra Mundial.

### sigloXX

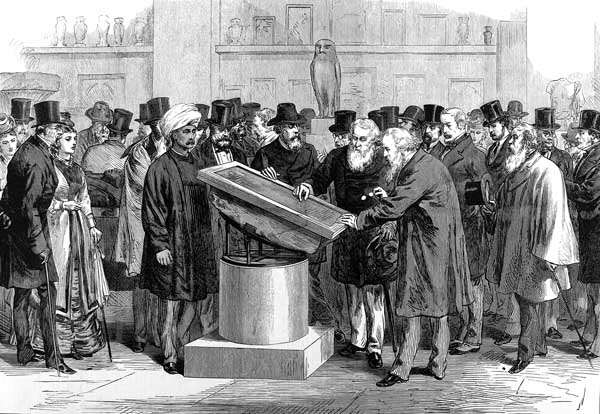
Expertos inspeccionando la Piedra de Rosetta durante el Segundo Congreso Internacional de Orientalistas en Londres, 1874

La participación en estudios por académicos de las naciones recientemente independientes de la región misma cambió la naturaleza del campo de estudio, con el surgimiento de los Estudios Poscoloniales y Estudios Subalternos . La influencia del orientalismo (en el sentido utilizado por Edward Said en su libro del mismo nombre ) en la investigación sobre el Medio Oriente resurgió y prevaleció luego del final de la Guerra Fría. Se dice que esto fue en parte respuesta a "una laguna" en las políticas de identidad en las relaciones internacionales en general, y dentro de "Occidente" en particular, provocada por la ausencia del comunismo soviético como adversario global. La era posterior a la Guerra Fría ha sido marcada por discusiones sobre el terrorismo islamista que enmarcan puntos de vista sobre hasta qué punto la cultura del mundo árabe y el islam son una amenaza para la de Occidente. La esencia de este debate refleja un presupuesto por el que se ha criticado al orientalismo: que el "Oriente" está definido exclusivamente por el islam. Podría decirse que estas consideraciones aumentaron tras los ataques terroristas del 11 de septiembre de 2001.
La popularización de la tesis del "choque de civilizaciones" simboliza este tipo de respuesta al fin de la Guerra Fría. Esta idea particular de un conflicto fundamental entre Oriente y Occidente fue presentada por primera vez por Bernard Lewis en un artículo titulado "Las raíces de la ira musulmana", escrito en 1990. El enfoque del "choque de civilizaciones" implicó otra característica del pensamiento orientalista; a saber, la tendencia a ver la región como una "civilización" homogénea, en lugar de comprender varias culturas y corrientes diferentes y diversas. Fue una idea que Samuel Huntington adoptó de manera más famosa en su artículo de 1993 en Foreign Affairs, titulado "¿El choque de civilizaciones?".

## "Orientalismo" y Estudios Orientales

Las mujeres de Argel, 1834, de Eugène Delacroix es una de las primeras pinturas de los pintores occidentales en el "mundo oriental".

El término orientalismo ha adquirido connotaciones negativas en algunos sectores y se interpreta como referente al estudio de Oriente por parte de occidentales moldeados por las actitudes del imperialismo europeo en los siglos XVIII y XIX. Cuando se usa en este sentido, a menudo implica interpretaciones prejuiciosas, que caricaturizan a las culturas y pueblos orientales. Este punto de vista fue el más famoso articulado y propagado por Edward Said en Orientalism (1978), una historia crítica de esta tradición académica. Por el contrario, algunos estudiosos modernos también utilizan el término para referirse a los escritores de la era imperialista que tenían actitudes pro-orientales, en oposición a aquellos que no veían nada de valor en esas culturas.

## De los "Estudios Orientales" a los "Estudios Asiáticos"
Al igual que el término Oriente, Orientalismo deriva de la palabra latina oriens (ascendente) y probablemente también de la palabra griega he oros: la dirección del sol naciente. "Oriente" es lo opuesto a Occidente, un término para el mundo occidental. Desde el Imperio Romano hasta la Edad Media, lo que ahora se considera en Occidente "Oriente Medio" se consideraba entonces "Oriente". En términos del Viejo Mundo, Europa se consideraba Occidente (el oeste) y su extremo más lejano conocido el Oriente (el este). Sin embargo, el uso de los diversos términos y sentidos derivados de "Oriente" ha disminuido considerablemente en el siglo XX, sobre todo a medida que han crecido los vínculos transpacíficos entre Asia y América. Hoy en día, los asiáticos llegan a América desde el occidente.
En la mayoría universidades norteamericanas y australianas, los Estudios Orientales han sido reemplazados por Estudios Asiáticos. En muchos casos, el campo se ha localizado en regiones específicas, como los Estudios de Oriente Medio o Cercano Oriente, Estudios de Asia Meridional y Estudios de Asia Oriental . Esto refleja el hecho de que Oriente no es una región única y monolítica, sino más bien un área amplia que abarca múltiples civilizaciones. En muchas universidades, como la de Chicago, las facultades e instituciones se han dividido; los lenguajes bíblicos pueden estar vinculados con institutos teológicos, y el estudio de las civilizaciones antiguas de la región puede estar bajo una facultad diferente a los estudios de períodos modernos.
En 1970, la Facultad de Estudios Orientales de la Universidad Nacional de Australia fue rebautizada como Facultad de Estudios Asiáticos. En 2007, la Facultad de Estudios Orientales de la Universidad de Cambridge pasó a llamarse Facultad de Estudios Asiáticos y del Medio Oriente. Oxford todavía tiene su Facultad de Estudios Orientales, al igual que Chicago, Roma, Londres (que también cubre estudios africanos) y otras universidades.
Se dice que el cambio a "estudios asiáticos" es porque hay un número creciente de académicos profesionales y estudiantes que son ellos mismos asiáticos o de grupos de origen asiático. Este cambio de etiquetado puede estar relacionado con el hecho de que la sensibilidad al término "oriental" se ha intensificado en una atmósfera más políticamente correcta. Algunos creen que el término "oriental" es ofensivo para los no occidentales. Los estudios de área que incorporan no solo búsquedas filológicas sino también políticas de identidad también pueden explicar la vacilación en usar el término "oriental".
Los partidarios de los "Estudios Orientales" dicen que el término "asiático" es tan amplio como "oriental", y que podría haber tenido originalmente el mismo significado, de estar derivado de una palabra acadia para "este" (una derivación más común lo hace venir de los nombres de Anatolia).